# VdB 95
vdB 95 è una nebulosa a riflessione visibile nella costellazione del Cane Maggiore.
Si individua sul bordo sudorientale della Nebulosa Gabbiano, una grande  regione H II connessa ad un complesso nebuloso molecolare in cui hanno luogo fenomeni di formazione stellare; la sua posizione è circa 3,5° a ENE di θ Canis Majoris, una stella di colore arancione di quarta magnitudine. Si presenta come una debolissima nube azzurrognola illuminata dalla brillante HD 53974, una gigante azzurra di classe spettrale B0III, che essendo una variabile Beta Cephei possiede anche una sigla di stella variabile: FN Canis Majoris; questa stella pulsa fra le magnitudini 5,38 e 5,42 con un periodo di 0,12 giorni. Si trova in direzione del complesso nebuloso e dell'associazione OB Canis Major R1, un sottogruppo della più estesa associazione Canis Major OB1 la cui caratteristica principale è il legame con delle estese nebulose a riflessione.